# Rafael Baca
Rafael Baca Miranda (San Juan, Michoacán, México; 11 de septiembre de 1989) es un futbolista mexicano, juega de centrocampista en el Oakland Roots SC de la USL Championship de los Estados Unidos de América.

## Carrera

### Orígenes y formación futbolística
Nacido en Tuxpan, cerca de Morelia, Baca se mudó a California a la edad de 7 años, y se graduó de Ánimo Leadership Charter High School en Inglewood en 2007. Mientras estuvo allí anotó un total de 58 goles y recibió el Premio Académico Atleta. Baca asistió a la Universidad Loyola Marymount, donde fue un jugador estrella del equipo. LMU ganó su primer campeonato de conferencia en la historia de la escuela en 2010 durante la temporada juvenil, en la que Baca fue incluido en la lista de observación de treinta jugadores para el Trofeo Hermann. Capitaneó a los Lions en sus últimas tres temporadas y fue nombrado First-Team All-West Coast Conference esas tres temporadas también. Miembro del programa de la academia LA Galaxy mientras estaba en LMU, a Baca no se le ofreció una oportunidad con el club después de graduarse.

### Trayectoria profesional

#### San Jose Earthquakes
Al no ser seleccionado en ninguno de los dos sorteos del año, el 8 de julio de 2011, Baca firmó un contrato de la Major League Soccer con los San Jose Earthquakes, con quienes había estado entrenando desde febrero. Mientras asistía al funeral de su compañero de equipo universitario David Kucera, conoció al entrenador asistente de los Quakes, Ian Russell, y el club le realizó una prueba al día siguiente. Debutó como profesional el 9 de julio contra Philadelphia, recibiendo 10 minutos desde el banco. Después de reemplazar a Simon Dawkins en la primera mitad contra Vancouver el 20 de julio, Baca disputó su primer partido completo por el entrenador en jefe Frank Yallop tres días después en una derrota por 4-0 ante el Real Salt Lake. Comenzó los últimos diez juegos de la temporada del club mientras buscaban colarse en los playoffs. San José ganó tres de sus últimos diez juegos, terminando 11 puntos y dos lugares fuera de los playoffs. Baca terminó la temporada con 15 apariciones y 3 asistencias a su nombre, y anotó su primer gol profesional en el último día de la temporada en la victoria por 4-2 sobre Dallas. Inicialmente, Baca ocupó un puesto en la lista internacional hasta que obtuvo una tarjeta verde la temporada siguiente.
Baca fue un componente clave del mediocampo de San José en la temporada 2012, ya que el club ganó el Supporters 'Shield por segunda vez en su historia. Después de comenzar el día inaugural contra New England, Baca fue reemplazado por Marvin Chávez en la mitad de su segundo juego, en una derrota por 1-0 ante Houston el 17 de marzo. Regresó a la alineación titular el 30 de marzo contra Seattle y solo faltó en un juego el resto de la temporada, aunque no jugó los 90 minutos completos en 15 de sus últimas 30 apariciones. Formaría una sociedad con Sam Cronin en el centro del mediocampo, y fue comparado por su entrenador con el ex mediocampista de los Quakes, Ronnie Ekelund, ganador de las dos MLS Cup del equipo, quien también elogió su habilidad técnica. El entrenador Yallop elogiaría su energía y ritmo de trabajo durante la temporada, así como su «voluntad de hacer todo el trabajo sucio». Baca jugó todo el partido de ida de las semifinales de la Conferencia Oeste, una victoria por 1-0 contra los campeones defensores LA Galaxy, pero fue reemplazado en la segunda mitad del partido de vuelta por Shea Salinas después de que los Quakes concedieron tres goles en la primera mitad a los angelinos. San José finalmente sería eliminado 3-2 en el global.
Fue titular en los primeros diez juegos del club de la temporada 2013, y luego de ser reemplazado por una aparente lesión en la primera mitad por Adam Jahn el 18 de mayo contra Colorado, Baca quedó fuera de la alineación titular para los siguientes dos juegos. Después de que el equipo dejara entrar tres goles en la primera mitad contra el Real Salt Lake el 1 de junio, ingresó como parte de una doble sustitución en la eventual derrota por 3-0 en lo que sería el último partido del entrenador Yallop. Baca fue titular en tres de los cuatro partidos de San José en su grupo de la Liga de Campeones de la CONCACAF, que vio al club avanzar ante Montreal y al Heredia guatemalteco por diferencia de goles, ya que los tres equipos terminaron con seis puntos en la fase de grupos. Recibió su primera tarjeta roja como profesional el 8 de septiembre contra Philadelphia por una entrada tardía sobre Conor Casey. Esto resultaría en su segunda suspensión de la temporada, habiéndose perdido también el partido anterior del club contra LA Galaxy por acumulación de tarjetas amarillas. En total, Baca hizo 31 apariciones en la liga con San José en lo que sería su última temporada en la MLS antes de partir hacia México.

#### Cruz Azul
Baca firma con el Cruz Azul de la Liga MX el 20 de diciembre de 2013 como refuerzo de cara al Clausura 2014. Durante el primer semestre de 2014, Rafael tendría muy escasa actividad con el cuadro cementero: en el torneo de liga, haría su debut hasta la penúltima fecha, ante Monarcas Morelia (derrota 5-1 de la Máquina).
Cruz Azul también participaría en la Liga de Campeones de la Concacaf 2013-14, pero Rafael Baca no podría disputar dicho torneo con la escuadra celeste, pues ya había jugado la fase de grupos de esa edición con el conjunto de San José Earthquakes, y el reglamento de la competición prohibía a algún futbolista participar con dos clubes distintos en un mismo torneo. Por este motivo, pese a que Cruz Azul se coronó campeón de la 'Concachampions' 2014, 'Rafa' no fue campeón con la Máquina (mismo caso que Fausto Pinto y Xavier Báez, que habían disputado la fase de grupos de esa edición con el Toluca).
Fue en Cruz Azul Hidalgo, equipo del Ascenso MX, donde el mediocampista ganó un poco más de regularidad, jugando 7 partidos y anotando un gol.
Para el Apertura 2014, no tendría participación con el conjunto azul; la ausencia del equipo de la Copa México y la compra del equipo filial por Zacatepec, significó para Baca no recibir tiempo de juego profesional en la primera mitad de la temporada.
Baca irrumpió en el lateral durante el Clausura 2015, perdiéndose solo dos juegos después de sufrir una lesión contra Puebla el 31 de enero. Una derrota ante la U. de G. en el último día de la temporada los dejaba fuera de la liguilla, terminando en noveno lugar por diferencia de goles. Luis Fernando Tena fue cesado del cargo y en su reemplazo llegaba Sergio Bueno antes del inicio del Apertura 2015, y Baca no participó hasta el 21 de agosto ante Querétaro, luego de cinco juegos comenzando en el banquillo. Tomás Boy fue nombrado entrenador el 2 de octubre, y Rafael estuvo limitado a cuatro apariciones como suplente en los últimos seis juegos del Apertura 2016 con Boy. Baca anotó su primer gol para Cruz Azul en la victoria por 2-1 sobre Pachuca el 14 de noviembre.
Baca fue reemplazado por el fichaje de verano Jonatan Cristaldo en la mitad del empate sin goles de Cruz Azul con la UNAM, y se perdió los siguientes dos partidos ya que Boy tuvo que dirigir a los jugadores extranjeros del club con la nueva regla 10/8 entrando en vigencia. Fue considerado un jugador extranjero por la FMF ya que no estaba registrado para jugar al fútbol en el país antes de los 18 años, aunque para el Apertura 2017, luego de una apelación, fue considerado un jugador nacional. Con la llegada de Paco Jémez a finales de 2016, Baca encontró su mejor versión y se convirtió en el motor del equipo, llegando a disputar todos los partidos del Clausura 2017 bajo el mando del español, afianzándose como uno de los mejores contenciones de la liga, aun así el equipo no logró clasificar a la liguilla para disputar en título. Caso contrario, en el Apertura 2017, Cruz Azul se clasificó a su primera liguilla desde el Clausura 2014. Baca comenzó los dos partidos de cuartos de final contra América, los cuales terminaron en empates sin goles, con lo que los de amarillo avanzaban a semifinales debido a su mejor ubicación en la temporada regular.
Tras el Apertura, Jémez no renovó su contrato y fue sustituido por el técnico portugués Pedro Caixinha. Baca hizo cinco apariciones en la conquista de la Copa del Apertura 2018, aunque no apareció en la victoria final 2-0 sobre Monterrey. Cruz Azul terminó en primer lugar en la temporada regular y superó a Querétaro y Monterrey en la liguilla, preparando una final contra el América. Rafael fue titular en los tres primeros partidos, pero fue reemplazado por Javier Salas en el centro del campo para el partido de vuelta ante el Monterrey. Salas también fue titular en ambos partidos contra América, ya que Baca no salió de la banca en el partido final, donde una derrota por 2-0 en el Estadio Azteca decidió todo, luego de que el partido de ida terminara sin goles. En las semifinales del Guardianes 2020 marcó un impresionante gol ante la UNAM en el partido que finalizó 4-0, que los ponía muy cerca de una nueva final, pero de manera increíble, en el partido de vuelta en Ciudad Universitaria los Pumas remontaron el 4-0 y avanzaron por mejor posición en la tabla. Para el Guardianes 2021, de la mano de Juan Reynoso, el equipo rompió una sequía de 23 años sin título de liga, luego de vencer en la final al Santos Laguna por 2-1 en el global, en el partido de vuelta, Baca arrancaría de titular, jugando los 45 minutos del primer tiempo, para después salir de cambio en el arranque del segundo tiempo por Yoshimar Yotún, que minutos después asistiría al  Cabecita para el gol de desempate del global para conseguir el tan ansiado título.
En los últimos años, dado a una considerable baja de rendimiento, se ha hecho evidente la existencia de una enemistad suya con parte de la afición del equipo, que llegó a su punto de inflexión tras ser expulsado en un Clásico Joven el 20 de agosto de 2022, propiciando la caída 7-0 ante el América, la más grande derrota en la historia de la institución. Unos días después del descalabro, un grupo de seguidores del Cruz Azul se hicieron presentes en las instalaciones de La Noria para reclamarle a los futbolistas. En una de las mantas llevadas por los hinchas se leía «Cata y Baca, $e jubilan o los jubilamo$», siendo los principales señalados por el rendimiento del club. Debido a la cantidad de aficionados, el jugador decidió abandonar La Noria por un acceso alterno para evitar que la situación empeorara. Al igual que con el Cata Domínguez, dado a la evidente desconexión con la afición, se buscó darle salida a Rafael en el mercado de transferencias a finales de 2022, sin embargo ningún equipo estuvo interesado en sus servicios.
El 12 de junio de 2023 es dado de baja del club Cruz Azul al no entrar en planes para el apertura 2023.
Monterey Bay F.C
Ficha por Monterey Bay F.C en 2023  
Oakland Roots
Ficha por Oakland Roots SC en 2024  

## Estadísticas

### Clubes
Datos actualizados al último partido jugado el 20 de febrero de 2022.
| San Jose Earthquakes Estados Unidos |               |               |     |    |    |   |    |    |     |   |
| 1.ª | 2011          | 15            | 1   | -  | -  | - | -  | 15 | 1   |   |
| 1.ª | 2012          | 35            | 1   | 3  | 0  | - | -  | 38 | 1   |   |
| 1.ª | 2013          | 31            | 0   | 1  | 0  | 3 | 0  | 35 | 0   |   |
| Total club | Total club    | 81            | 2   | 4  | 0  | 3 | 0  | 88 | 2   |   |
| C. D. Cruz Azul · México | 1.ª           | 2013-14       | 2   | 0  | -  | - | -  | -  | 2   | 0 |
| C. D. Cruz Azul · México | 1.ª           | 2014-15       | 15  | 0  | -  | - | -  | -  | 15  | 0 |
| C. D. Cruz Azul · México | 1.ª           | 2015-16       | 31  | 1  | 7  | 0 | -  | -  | 38  | 1 |
| C. D. Cruz Azul · México | 1.ª           | 2016-17       | 32  | 1  | 9  | 0 | -  | -  | 41  | 1 |
| C. D. Cruz Azul · México | 1.ª           | 2017-18       | 35  | 2  | 8  | 0 | -  | -  | 43  | 2 |
| C. D. Cruz Azul · México | 1.ª           | 2018-19       | 34  | 1  | 5  | 0 | 1  | 0  | 40  | 1 |
| C. D. Cruz Azul · México | 1.ª           | 2019-20       | 21  | 0  | -  | - | 3  | 0  | 24  | 0 |
| C. D. Cruz Azul · México | 1.ª           | 2020-21       | 37  | 1  | 1  | 0 | 6  | 0  | 44  | 1 |
| C. D. Cruz Azul · México | 1.ª           | 2021-22       | 24  | 1  | 0  | 0 | 1  | 0  | 25  | 1 |
| C. D. Cruz Azul · México | Total club    | Total club    | 231 | 7  | 30 | 0 | 11 | 0  | 272 | 7 |
| Monterey Bay F.C Estados Unidos |               | 2023          | 12  | 1  |    |   |    |    | 12  | 1 |
| Monterey Bay F.C Estados Unidos | 2024          | 19            | 1   |    |    |   |    | 19 | 1   |   |
| Monterey Bay F.C Estados Unidos | Total club    | Total club    | 31  | 2  |    |   |    |    |     |   |
| Oakland Roots SC Estados Unidos |               | 2024          | 6   | 0  |    |   |    |    |     |   |
| Oakland Roots SC Estados Unidos | Total club    | Total club    | 6   | 0  |    |   |    |    |     |   |
| Total carrera | Total carrera | Total carrera | 349 | 11 | 34 | 0 | 14 | 0  | 359 | 9 |
| (1)Incluye datos de la Lamar Hunt U.S. Open Cup, Copa México y Campeón de Campeones. (2)Incluye datos de la Concacaf Liga de Campeones y Leagues Cup. |               |               |     |    |    |   |    |    |     |   |

## Palmarés

### Campeonatos nacionales
| Título                     | Club      | Sede           | Año  |
| -------------------------- | --------- | -------------- | ---- |
| Supporters' Shield         | San Jose  | Estados Unidos | 2012 |
| Copa México                | Cruz Azul | México         | 2018 |
| Supercopa de México        | Cruz Azul | México         | 2019 |
| Primera División de México | Cruz Azul | México         | 2021 |
| Campeón de Campeones       | Cruz Azul | México         | 2021 |
| Supercopa de la Liga       | Cruz Azul | México         | 2022 |